# Pietro Cocconi
Pietro Cocconi (Parma, 26 dicembre 1821 – Ozzano Taro, 5 giugno 1883) è stato un politico e giornalista italiano.

## Biografia
Figlio di un calzolaio dell'oltretorrente, si laureò in medicina all'Università di Parma all'età di 20 anni. Divenne segretario del medico e patriota Giacomo Tommasini e iniziò a militare nella sinistra parmense, della quale fu per molti anni una figura di primo piano. Nel 1847 divenne segretario del protomedico Uberto Bettoli. Nel 1852 dovette fuggire da Parma perché accusato di far parte di una associazione mazziniana. Si rifugiò a Torino, dove esercitò la professione di medico, aiutando altri profughi e rimanendo in contatto con i patrioti parmigiani. A Torino fu eletto presidente del comitato per soccorrere gli emigrati polacchi e nel 1859 fu tra coloro che prepararono la difesa della città minacciata dall'avanzata delle truppe austriache. Nello stesso anno tornò a Parma e si candidò alle elezioni per l'«Assemblea del Popolo delle Province Parmensi» (la cosiddetta Costituente), ma non fu eletto.
Nel 1867 fondò «Il Presente», quotidiano attivo fino al 1889, che affiancava la Gazzetta di Parma, organo dei conservatori. Il giornale era nato per dare voce ai mazziniani, ai garibaldini, ai progressisti e a tutti quei gruppi che potevano essere genericamente qualificati di sinistra, ignorati dalla stampa di regime. In questo quotidiano si formarono molti giovani progressisti, tra cui Gian Lorenzo Basetti, a lungo protagonista della scena politica provinciale.
Fu eletto deputato di Parma in cinque legislature dal 1865 al 1882 (fino alla XV Legislatura). Di carattere austero e taciturno, venne definito dalla Gazzetta di Parma, sua avversaria in campo politico, "il muto di Montecitorio". In Parlamento fu però molto attivo, fece parte di importanti commissioni ed ebbe molte cariche, tra cui quella di segretario della presidenza della Camera. La considerazione di cui godeva è testimoniata dal fatto che il giorno stesso della sua morte il presidente del Consiglio Agostino Depretis intervenne alla Camera dicendo: «Si è estinta una nobile esistenza, un caldo patriota. Cocconi fu tra i rari uomini che hanno per principio che virtù e patriottismo sono compensi a sé stessi. Soltanto la modestia superò in lui la virtù e il patriottismo»..

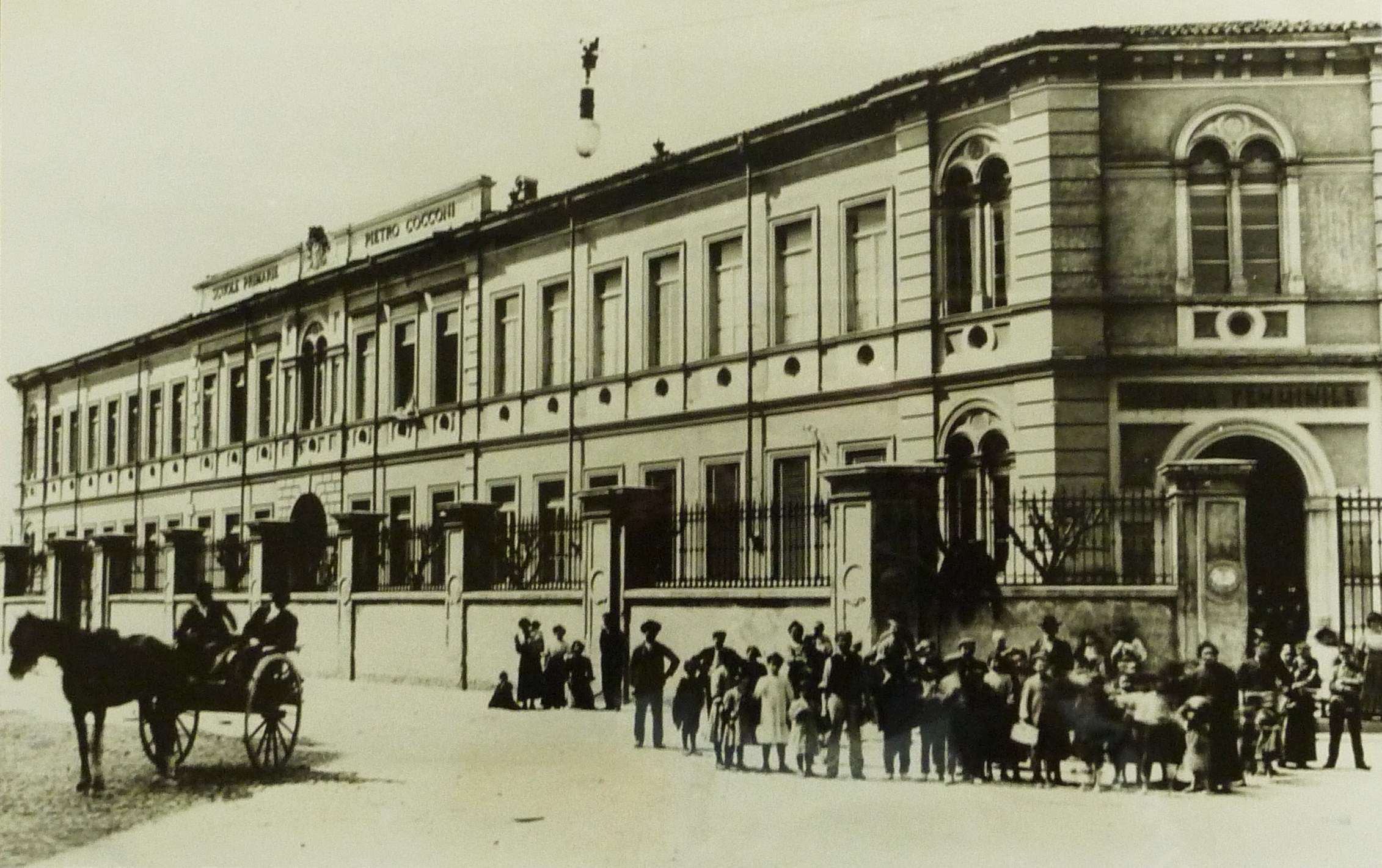
La scuola elementare Pietro Cocconi all'inizio del Novecento.

Dopo la sua morte Giovanni Mariotti pronunciò il discorso funebre. Nel 1887 venne fondata a Parma la «Società di Mutuo Soccorso Pietro Cocconi». Nel 1898 il sindaco Mariotti fece costruire nell'oltretorrente un nuovo edificio scolastico che intitolò a suo nome (ora sede delle scuole elementari «Pietro Cocconi», in piazzale Guido Picelli).
La città di Parma gli ha dedicato borgo Pietro Cocconi (già borgo Taschieri), la via in cui nacque, che collega strada Massimo D'Azeglio con piazzale Picelli.